# .mr
.mr este un domeniu de internet de nivel superior, pentru Mauritania (ccTLD).